# Nova Ubiratã
Nova Ubiratã este un oraș în Mato Grosso (MT), Brazilia.